# Tanya Dziahileva
Tatiana « Tanya » Dyagileva (en biélorusse : Таццяна (Таня) Дзягілева), née le 4 juin 1991 à Vitebsk, est un mannequin biélorusse. Active dans la seconde moitié des années 2000, elle est aujourd'hui considérée comme un Supermodel.

## Biographie
Tatiana Dziahileva est née le 4 juin 1991 à Vitebsk en Biélorussie. Elle est repérée à seulement 13 ans, et signe avec l'agence IMG Models en 2004. Par la suite, elle fait des études de mode à Paris dans la branche française de la prestigieuse école italienne, l'Istituto Marangoni. Elle a aussi étudié au Central Saint Martins College of Art and Design, l'université des arts et du design londonienne. C'est entre 2012 et 2014, à la suite de sa pause professionnelle, qu'elle entame ces différentes études.

## Carrière
Tanya Dziahileva fait ses débuts très jeune, son contrat avec l'agence IMG ayant semble-t-il été conclu en 2004 ; ses premières apparitions remarquées se font en septembre 2005, lors des défilés de la Fashion week de Paris et de Milan, en défilant pour Chanel, Alexander McQueen, Prada, et Chloé. Elle devient alors la modèle la plus demandée à la suite de ces défilés et entame une carrière lui permettant de défiler pour de grandes marques autant en prêt-à-porter qu'en haute couture.

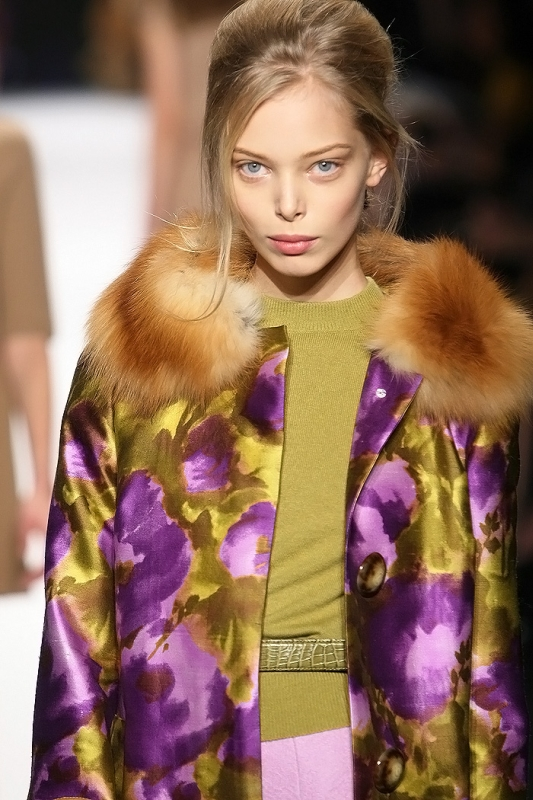
Tanya Dziahileva pour Michael Kors en février 2008

Elle a fait les couvertures du magazine de mode Vogue (Russie et Amérique latine), Harper's Bazaar (Russie et Espagne), Numéro (Corée). Elle fait l'objet d'articles dans V, Numéro, I-D, Harper's Bazaar, Vogue (versions Américaine, Espagne, Chine, Italie, Allemagne, Angleterre, Amérique latine, et Japon) et apparaît pour des publicités de marques telles que Lacoste, Hugo Boss, Michael Kors, Dior, Dsquared, Hussein Chalayan, Céline, Lanvin, Yves Saint Laurent, Nina Ricci, BCBG Max Azria, Escada Sport, Mango, Ralph Lauren, Calvin Klein et Jean Paul Gaultier.
Notée comme étant une des top modèle les plus populaires de 2007 à 2009 selon Fashion TV, elle est une figure majeure de la mode dans ces années, ayant participé à quasiment 150 défilés en 2007.
Elle vit à New York, aux États-Unis. Absente des défilés depuis plusieurs saisons, elle recommence à paraître publiquement à partir de 2014, intervenant sur le forum que ses fans lui ont dédié pour la première fois depuis novembre 2011. Elle fait aussi une apparition publique le 24 janvier 2014 au dîner de la mode du Sidaction.

## Physique
Tanya Dziahileva se distingue par un physique atypique : ses yeux sont grands et très bleus,, son regard « intense », ses jambes « interminables », son « magnifique » sourire font d'elle une valeur sûre du mannequinat pour le site Skyrock.
Tanya fait partie des modèles appelées les dolls (poupée) ou les alien face (tête d'alien),. Ce type de mannequins apparaît au milieu des années 2000, avec notamment Gemma Ward en figure de proue. Tanya possède un visage aux traits « elfiques » et donc appartient à ce mouvement, bien qu'il s'essouffle et commence à disparaître lorsqu'elle monte sur les podium. Malgré tout elle se démarque par son faciès caractéristique : les oreilles légèrement décollées, les lèvres larges, de grands yeux bleus et un nez plutôt petit.
Son visage est souvent décrit comme froid du fait de ses yeux et de son teint extrêmement pâle. Lors d'une enquête du magazine New York sur la maigreur de la nouvelle génération de modèles, elle déclara manger sainement et en quantité.